# Ceracis simplicicornis
Ceracis simplicicornis es una especie de coleóptero de la familia Ciidae.

## Distribución geográfica
Habita en Buenos Aires (Argentina).